# Att tjäna dig är min vilja
Att tjäna dig är min vilja är en psalm med text och musik skriven 1975 av Urban Ringbäck.

## Publicerad i
- Segertoner 1988 som nr 676 under rubriken "Bibelvisor och körer".[1]